# Gnopharmia colchidaria
Gnopharmia colchidaria är en fjärilsart som beskrevs av Lederer 1870. Gnopharmia colchidaria ingår i släktet Gnopharmia och familjen mätare. Inga underarter finns listade i Catalogue of Life.